# Chiesa di Santa Maria della Rotonda
La chiesa di Santa Maria della Rotonda (in tedesco Dominikanerkirche, cioè "chiesa dei domenicani"), è una chiesa di Vienna, basilica minore dal 1927.

## Storia
In luogo dell'attuale edificio sacro esisteva inizialmente una chiesa eretta nel 1237 dai domenicani, poi ampliata nel corso del secolo. Tale struttura subì degli incendi, che costrinsero l'ordine a edificarne una nuova tra 1283 e 1302 poi ingrandita nel Rinascimento, in stile gotico, con la navata coronata da cinque volte a crociera.
Nel 1529 la chiesa subì gravi saccheggi per mano turca, cadendo dunque in degrado per tutto il secolo. Nel XVII secolo, però, con la Controriforma, per l'ordine domenicano si aprì una nuova stagione, nella quale fu inaugurata la nuova Dominikanerkirche, iniziata il 29 maggio 1631, con la deposizione della prima pietra da parte di Ferdinando II d'Asburgo, e completata nel 1634, in stile barocco, espressione della nuova epoca. Il 1º ottobre 1634 fu consacrata e, solo nel 1927, elevata al grado di basilica minore.

## Descrizione

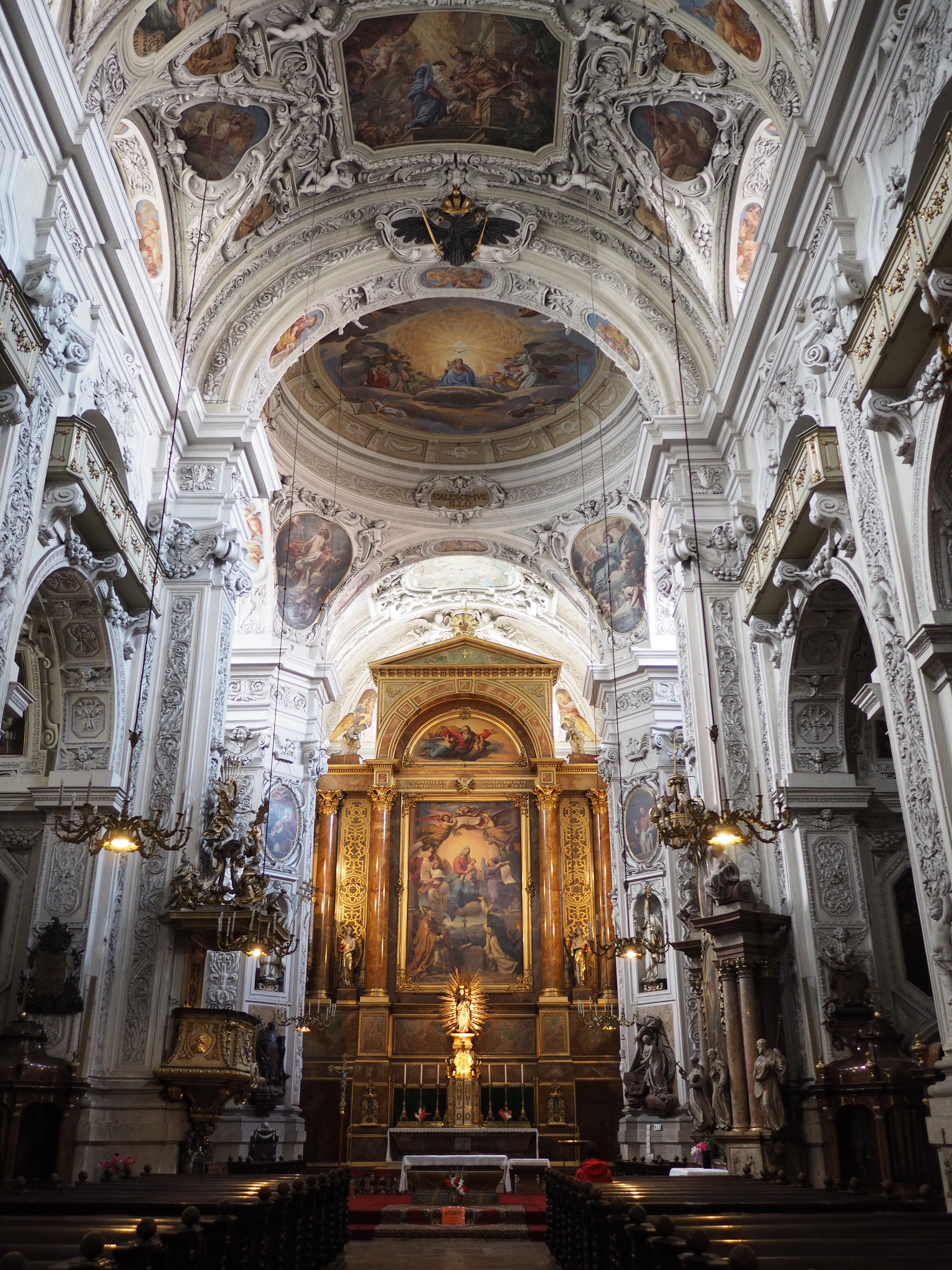
L'altar maggiore

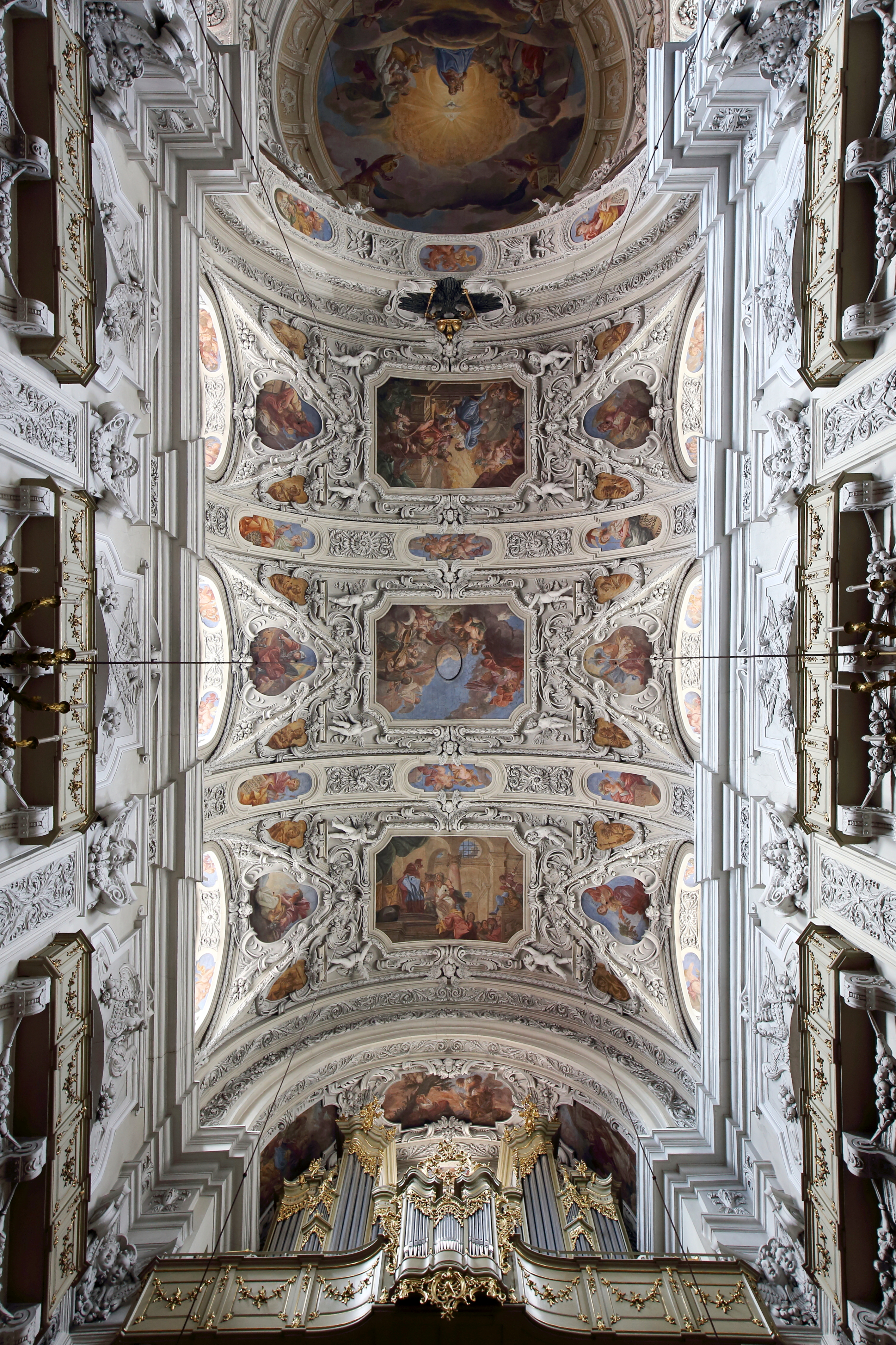
Particolare della volta

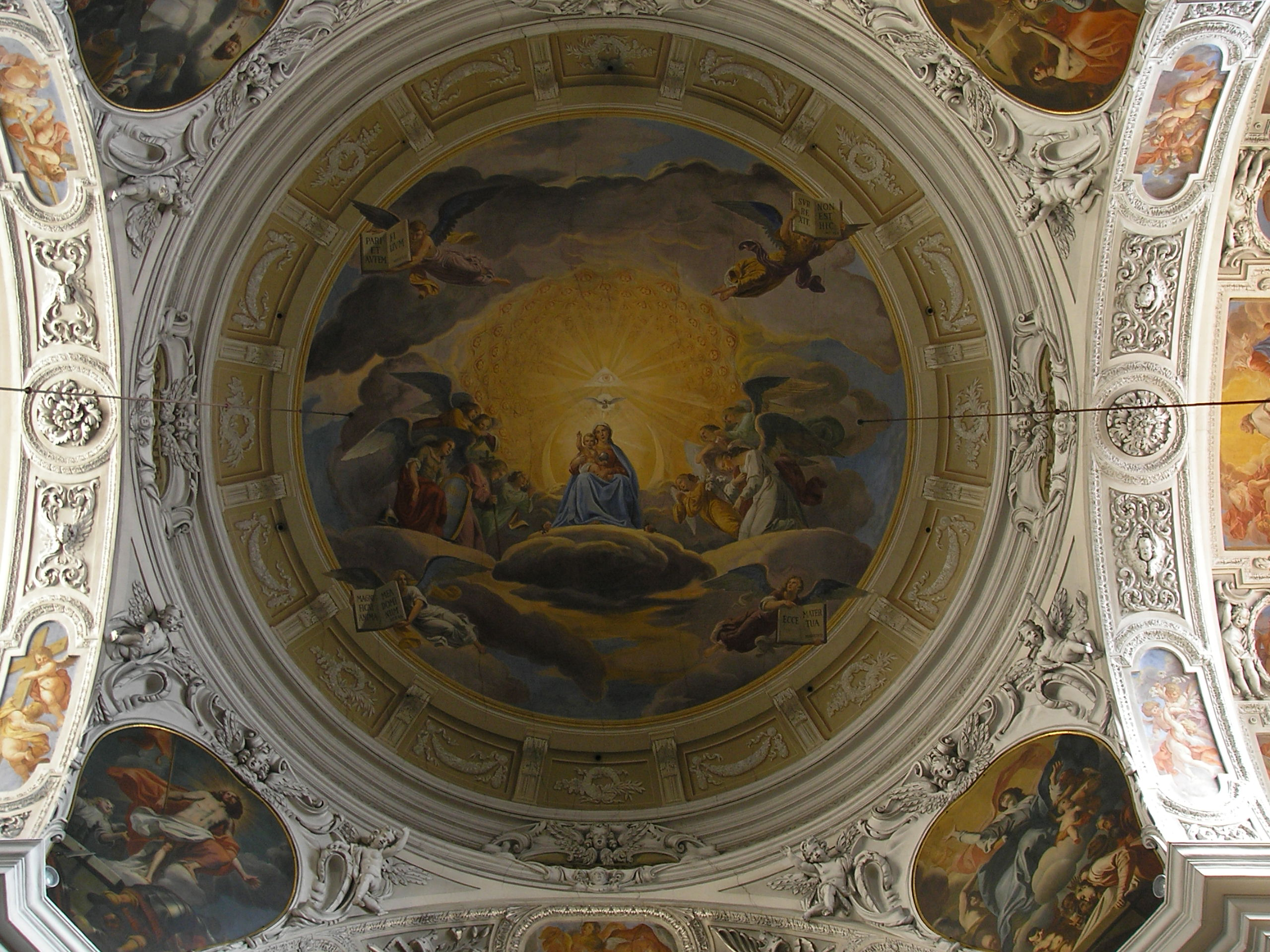
La cupola

### Esterni
Struttura tipicamente barocca, la chiesa dei domenicani si presenta con una facciata a salienti completata da ampie volute e decorata da elementi scultorei, secondo un l'impianto delle facciate primo-barocche italiane. Essa, sovrastata da un grande frontone, si presenta tripartita da lesene e paraste di ordine composito: Sul portale, affiancato da colonne corinzie, timpanato e dotato di un grande stemma dell'ordine, poggiano tre statue: lateralmente santa Caterina da Siena e sant'Agnese da Montepulciano, centralmente una Madonna col Bambino, inserita in una nicchia.
Altre due nicchie sono posizionate lateralmente al portale, rispettivamente contenenti le rappresentazioni scultoree di san Luigi Bertrando e santa Rosa da Lima.

### Interni
Gli interni sono a tre navate, con le pareti ornate da stucchi e rilievi e il soffitto impreziosito da affreschi. In particolare l'abside contiene opere a fresco di Carpoforo Tencalla, con Battaglia di Muret e Battaglia di Lepanto.
Degno di nota il pulpito settecentesco, opera di Matthias Steinl.
Lateralmente, le navate hanno tre cappelle per lato, ciascuna dedicata a un santo:
- cappella di Santa Caterina da Siena, con affreschi di François Roettiers
- cappella di San Tommaso d'Aquino, con affreschi di Frans Leuyx
- cappella di Santa Rosa da Lima
- cappella di Sant'Anna
- cappella di San Vincenzo Ferreri, con affreschi di François Roettiers
- cappella di Santa Caterina d'Alessandria, con affreschi di Frans Leuyx